# Kodály Zoltán
Kodály Zoltán (Kecskemét, 1882. december 16. – Budapest, 1967. március 6.) háromszoros Kossuth-díjas, valamint kiváló művész címmel kitüntetett magyar zeneszerző, zenetudós, zeneoktató, népzenekutató, az MTA tagja, majd 1946-tól 1949-ig elnöke.

## Élete
Édesapja a magyar–flamand–cseh–morva felmenőkkel rendelkező Kodály Frigyes (1853–1926), a kecskeméti vasútállomás teherleadási pénztárnokaként, Szob, Galánta, majd Nagyszombat állomásfőnökeként tevékenykedett. Édesanyja Jalovetzky Paulina (1857–1935), egy lengyel származású vendéglős lánya volt. Édesapja hegedűn, anyja pedig zongorán játszott és énekelt.
A galántai népiskolában (1888–1892) végezte elemi, majd a nagyszombati érseki főgimnáziumban (1892–1900) középiskolai tanulmányait. Már ekkor komponálni kezdett, de első próbálkozásait valószínűleg megsemmisítette. 1900. június 13-án jelesen érettségizett. Szeptemberben került Budapestre, s beiratkozott a budapesti Magyar Királyi Tudományegyetem magyar–német szakára, valamint felvételt nyert az Eötvös Kollégiumba, ahol Balázs Béla volt a szobatársa. Az egyetem mellett beiratkozott az Országos Magyar Királyi Zeneakadémia zeneszerző tanszakára is. Zenei tanára Koessler János volt. Az iskola hangversenyein bemutatták c-moll nyitányát (1899) és Esz-dúr trióját (1899). Erről később megjelent legelső (igen jó) kritikája egy pozsonyi lapban. 1904 júniusában megkapta a zeneszerzői diplomát. Szeptemberben újból beiratkozott a Zeneakadémiára, önkéntes ismétlőként.

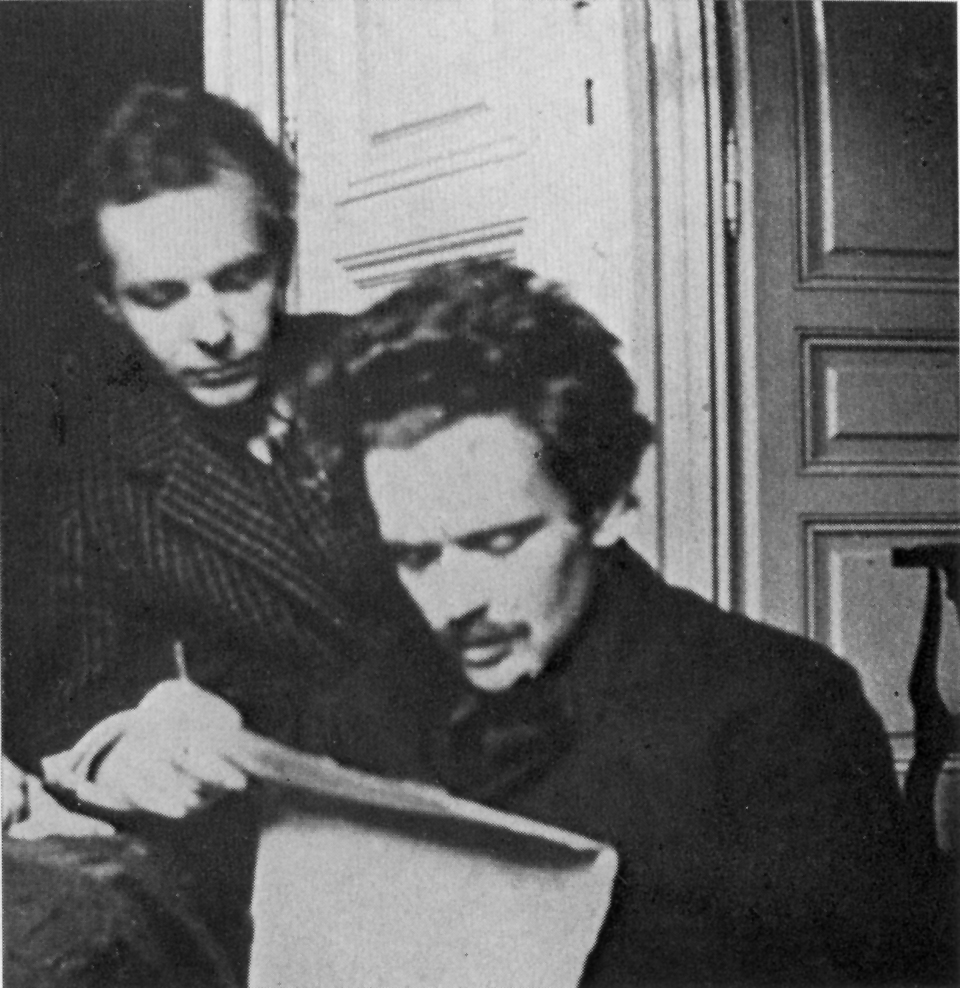
Bartók Bélával a Zeneakadémia két ifjú tanáraként

Miután tanulmányozta a korábban megjelent népdalgyűjteményeket és Vikár Béla első fonográfos felvételeit, 1905 augusztusában útnak indult, hogy a helyszínen személyesen jegyezze le a paraszt-énekesek – a „nótafák” – ajkáról a hamisítatlan népdalokat. Munkáját Galántán kezdte, a környékbeli falvakban folytatta. Egy hónap alatt 150 dallamot gyűjtött ezen a Kis-Duna és Vág közti területen. Közülük tizenhármat közreadott Mátyusföldi gyűjtés címmel az Ethnographia című folyóiratban. Azután a hozzáférhető teljes anyag (mintegy ezer dal) ismeretében elkészült disszertációja: A magyar népdal strófaszerkezete (1906). Kutatásai elején ismerkedett meg a hozzá hasonló utakon járó Bartók Bélával, ekkor vette kezdetét életre szóló barátságuk. 1906-ban Magyar népdalok címmel tíz-tíz népdalt adtak ki közösen, zongorakísérettel ellátva. Október 22-én mutatták be diplomamunkáját, a Nyári estét. Ezután féléves bonni és párizsi tanulmányútra indult. Ott ismerkedett meg Claude Debussy zenéjével. 1907-től a Zeneakadémia zeneelmélet-, 1908-tól a zeneszerzés tanárává nevezték ki.
1910. március 17-én, első szerzői estjén, hangszeres kompozíciókkal állt a nagyközönség elé. Augusztus 3-án Budapesten, a Terézvárosban feleségül vette Sándor (Schlesinger) Emmát, Schlesinger Móric és Deutsch Sarolta lányát.
1909 és 1920 között kizárólag zongora- és zenekar-kíséretes dalokat, zongoraműveket és kamaradarabokat írt. Erre az időszakra esik például hegedű-cselló Szonátája (1914), vagy gordonkára írt Szólószonátája (1915). Vokális alkotásaiban mindenekelőtt a magyar dalkultúra megteremtésére törekedett. Nem véletlen, hogy egyik dalsorozatának a Megkésett melódiák címet adta. Kodály ugyanis a magyar klasszikus költők, Arany János, Kisfaludy Sándor, Berzsenyi Dániel, Kölcsey Ferenc, Csokonai Vitéz Mihály, Balassi Bálint verseire írott műveivel próbálta pótolni azt a dalkultúrát, amely még e költők életében nem létezett. De a kortárs irodalom is felkeltette érdeklődését: Ady Endre verseit éppúgy megzenésítette, mint barátja, Balázs Béla vagy Móricz Zsigmond alkotásait. Mindezek mellett dalainak köszönhetjük a nyelv hajlamaihoz alkalmazkodó prozódia megszületését is.
Az első világháború kitörése nemcsak műveinek nyugat-európai terjedését akadályozta meg, hanem a falusi gyűjtések folytatását is. Kodály ezért ismeretterjesztő és tudományos közleményeket írt az Ethnographia és a Zenei szemle című folyóiratok számára. 1919-ben, a Magyarországi Tanácsköztársaság idején a Zeneakadémia, új nevén a Zeneművészeti Főiskola aligazgatójává nevezték ki. Bartókkal és Dohnányival együtt a zenei direktórium tagja volt.
1920–1923 között nem írt új műveket majd két hónap alatt készítette el a Pest, Buda és Óbuda egyesítésének 50. évfordulójára megrendelt Psalmus Hungaricust. Kodály pillanatok alatt Magyarország vezető zeneszerzőjévé vált. Munkásságát 1930-ban Corvin-koszorú kitüntetéssel ismerték el.
A Kecskeméti Vég Mihály szövegére komponált magyar zsoltár nemcsak a közvélemény nagyobb részét állította Kodály mellé, de a tanítványok seregét is vonzotta. Kodály szellemi támogatásával és az ő népnevelő-népművelő eszméinek jegyében hozta létre a harmincas évek közepén a Magyar Kórus és az Énekszó című folyóiratot. Mindkettő a katolikus egyházzene megreformálására, valamint a zenei nevelés színvonalának emelésére vállalkozott. Kodály úgy döntött, hogy ezentúl gyermekkarok számára komponál műveket. A Háry János daljáték (1925–27), a Marosszéki táncok (1930), a Galántai táncok (1933). A Psalmus révén már Európa és Amerika hangversenytermeibe is eljutott. A Felszállott a páva (1938–39) és a Concerto (1934) eleve külföldi megrendelésre készült: előbbi az amszterdami Concertgebouw, utóbbi a Chicagói Filharmonikusok ötvenéves jubileumára.
A harmincas években a nagy-zenekari alkotások mellett Kodály álma is valóra válhatott: a népdal megszólalt a hangversenypódiumon és az Operaházban. 1925-ben induló dalestjein számos népdalfeldolgozása hangzott fel a Magyar népzene sorozatának tíz-tíz kötetéből, s ebben jelentős szerepet vállalt néhány kitűnő magyar énekművész.
A nagy változást a Székely fonó hozta, amelynek zenei anyaga már kizárólag népdalokra épül. Későbbi kórusaiban Kodály újból a magyar költészethez fordult. A magyarság néprajza számára 1937-ben megírta A magyar népzene című népzene-történeti összefoglalását. Kodály arra is rávilágított, hogy zenetörténeti emlékek hiányában a magyar zenetörténeti kutatás legfontosabb segédtudománya a zenei néprajz, és ezzel Magyarországon is meghonosított egy új diszciplínát, az összehasonlító népzenetudományt.

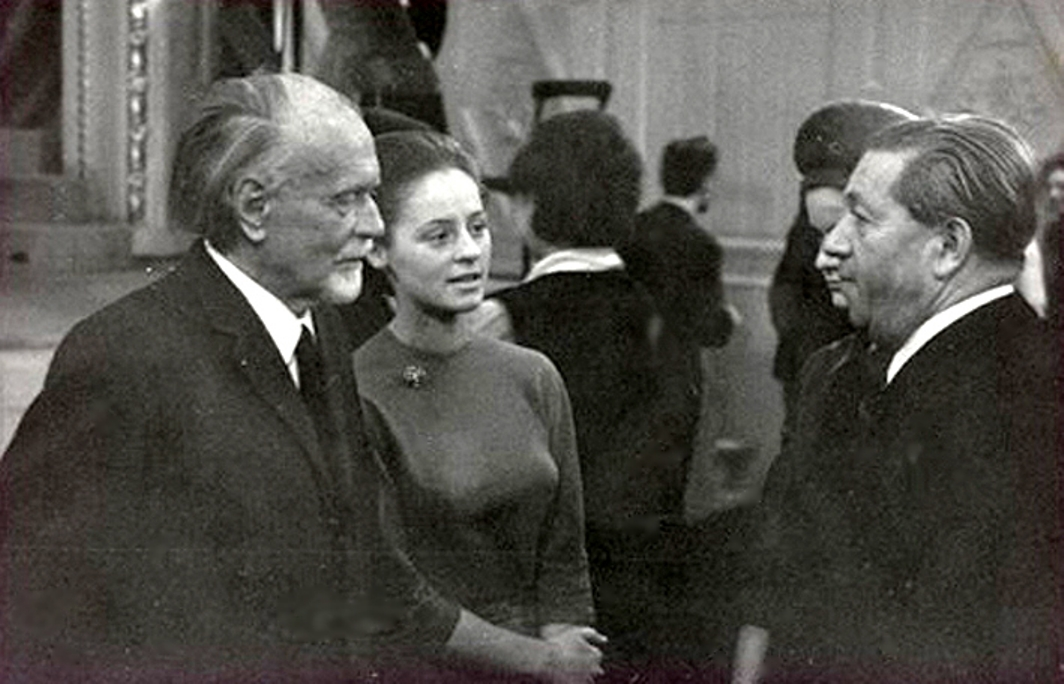
Második feleségével, Péczely Saroltával és Tardos Bélával a Zeneakadémián

A Kodály-írások új témája a zenei nevelés, amelyet ő „zenei belmissziónak” tekintett. Felszólalt a magyar karének ügyében (1937), és felvetette az óvodai zeneoktatás ötletét is (Zene az óvodában, 1941). E munkával párhuzamosan számos pedagógiai művet tett az iskolások asztalára: elsőként a kétszólamú éneklésbe bevezető Bicinia Hungarica (négy kötet, 1937–1942) látott napvilágot. A harmincas-negyvenes évek fordulóján Kodály terve: az általános iskolai énekoktatás színvonalának emelése, a kormányzat és a főváros részéről is támogatást kapott. 1938-ban harminckét vezető értelmiségi társaságban, a Pesti Napló hasábjain tiltakozott a zsidótörvények ellen. 1940-ben a Norvégia német megszállása feletti megdöbbenése hatására zenésítette meg Weöres Sándor versét, a Norvég leányokat. Forradalmi Petőfi-kórusai (Csatadal, Rabhazának fiai, Isten csodája) pedig a magyar kulturális és nemzeti függetlenség eszméjét hirdette egy olyan korban, amely egyre inkább kiszolgáltatta magát az elnyomó német hatalmaknak.
1942-ben nyugalomba vonult, de folytatta a népzene tantárgy oktatását a Zeneakadémián; a kormány a Magyar Érdemrend középkeresztjével tüntette ki. A Magyar Dalegyesületek Országos Szövetsége az 1942-es évet Kodály-évvé nyilvánította. 1943-ban a Magyar Tudományos Akadémia levelező, 1945-ben rendes tagjává választotta. 1944-ben és 1945-ben zsidókat próbált menekíteni. Budapest ostroma alatt ő is egy budapesti zárda pincéjébe kényszerült. Ott keletkezett békéért könyörgő, zenekarra, orgonára és kórusra komponált miséje, a Missa brevis (ennek 1942-ben már galyatetői pihenése alatt elkészült orgonaszóló-változata, az Organoedia, melyhez az ostrom alatt orgona-kórus, illetve zenekar-kórus faktúrát adott), amelyet végül az 1945 februári ostrom utáni a főváros első bemutatójaként, 1945. február 11-én mutattak be az Operaház ruhatárában.
Első feleségének, Sándor Emmának halála (1958. november 22.) után egy évvel, 1959. december 18-án – két nappal 77. születésnapja után – újabb házasságot kötött a 19 éves, dombóvári születésű Péczely Saroltával.
A második világháborút követően Kodály meghatározó szerepet vállalt az ország szellemi újjáépítésében. Számos közéleti feladatot kapott: a Magyar Művészeti Tanács és Zeneművészek Szabad Szervezetének elnökévé választották, s kinevezték a Zeneművészeti Főiskola igazgatósági tanácsának elnökévé. Az 1945-ös nemzetgyűlési választásokat követően az alakuló Nemzetgyűlés mint kiemelkedő közéleti szereplőt kilenc másik személlyel együtt külön törvény alapján meghívta képviselőnek a Parlamentbe, amit el is fogadott. 1946 és 1949 között a Magyar Tudományos Akadémia elnöki tisztségét töltötte be, 1956-ban a Magyar Értelmiség Forradalmi Tanácsa elnökévé választották.
1947-ben a Szovjetunióban, 1948-ban és 1949-ben pedig újból Nyugat-Európában járt. 1965-ben két hónapot töltött Amerikában, és olyan régi és új emigránsokkal találkozott, mint Serly Tibor zeneszerző és Würtzler Arisztid hárfaművész. Külföldi útjain népzenei, zenepedagógiai konferenciákon vett részt, és nemzetközi kitüntetésekben részesült. Háromszor kapott Kossuth-díjat (1948, 1951, 1957), 1952-ben kiváló művész címet.
1954-től a Galyatetői Nagyszállóban két szobát tartottak fenn az ő és felesége számra, amit évente több alkalommal is felkerestek, és általában 10−10 napot töltöttek itt.
Az 1956-os forradalom idején a Magyar Tudományos Akadémia tiszteletbeli elnöke volt. 1967. március 6-án, reggel 5:45-kor, szívroham következtében hunyt el Budapesten.

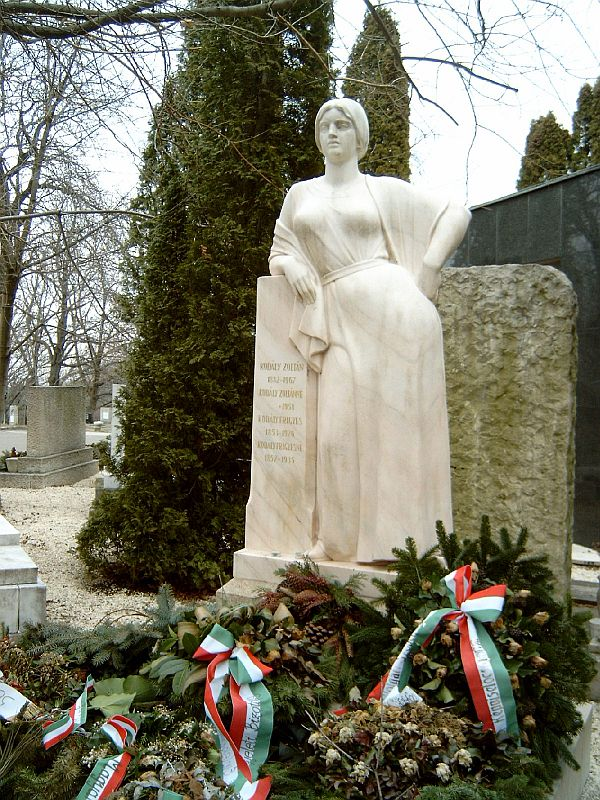
Kodály Zoltán sírja Budapesten. Farkasréti temető: 20. körönd-1-17/18. Pátzay Pál alkotása

## Tudományos munkássága
Kodály tudományos pályáját a Zeneakadémiával párhuzamosan végzett bölcsészeti tanulmányai alapozták meg. Hivatalosan a nyelvtudomány körébe tartozó disszertációjához zenei témát választott, visszaemlékezése szerint eredetileg a magyar népzene teljes történetét akarta megírni. Tanulmányozta az addig megjelent népdalgyűjteményeket, emellett 1903 őszétől rendszeresen járt a Nemzeti Múzeum Néprajzi osztályára, ahol megismerkedett Vikár Bélával és fonográffal rögzített népzenei hangfelvételeivel. Többek között ennek hatására felismerte a korábbi gyűjtések és lejegyzések hiányosságait, és elhatározta, hogy falura megy népdalt gyűjteni. 1905 augusztusában a Galánta környéki falvakban több mint 100 dallamot jegyzett le. Ezekből Mátyusföldi gyűjtés címmel tizenhármat közölt a Néprajzi Társaság lapjában, az Ethnographiában.
Disszertációját végül a magyar népdal strófaszerkezetéről írta, mivel a dallamok szerkezete volt az egyetlen, amiben a korábbi lejegyzéseket megbízhatónak találta. A dallam és szöveg egységéből indult ki, és a dallamot tekintette elsődlegesnek. Dolgozatában széleskörű és naprakész külföldi, elsősorban ritmustani szakirodalmat használt fel, szempontjaiban megmutatkoztak későbbi érdeklődésének lényeges elemei, nevezetesen a keleti rokonság kérdése, valamint a régi magyar zenére és irodalomra való hivatkozás. 
1905-ben találkozott Bartókkal, akit megismertetett népzenegyűjtő munkájával. Közös munkájuk első eredménye a Magyar népdalok énekhangra zongorakísérettel című gyűjtemény kiadása volt 1906-ban. Kodály az Előszóban távlatos feladatot jelölt ki: a népzene teljességre törekvő tudományos kiadásának, illetve népszerűsítő közlések megjelentetésének szükségességét fogalmazta meg.
Tudományos munkájának középpontjában ebben az időszakban a korszerű módszerekkel végzett népzenegyűjtés állt, amelyet Bartókkal összehangoltan, koncepciózusan végzett. Célul tűzte ki a több régiséget őrző nyelvhatár-vidék bejárását. Gyűjtéseinek legnagyobb részét az I. világháború idejéig végezte, de később sem hagyott fel e munkával. 1952-ig a történelmi Magyarország 35 vármegyéje és Bukovina 235 településén összességében mintegy 5100, túlnyomórészt magyar dallamot gyűjtött és jegyzett le. Figyelme korán kiterjedt a legszorosabban vett parasztdalok mellett a régi műköltészet, műzene és egyházi ének emlékeire, valamint a magyarral kapcsolatban lévő más népzenék hatására is. Bartókkal felosztották a népzenegyűjtéssel kapcsolatos feladatokat: míg Kodály, érdeklődésének megfelelően, történeti kérdésekkel foglalkozott elsősorban, Bartók feladata lett a szomszéd népek népzenéjének gyűjtése és a magyar gyűjtéssel való összevetése. 
Kodály már az első években fontosnak tartotta, hogy a magyar népzenei gyűjtések egy központi gyűjteménybe kerüljenek, erre akkor a Vikár fonogramjait őrző Nemzeti Múzeum Néprajzi osztálya – a Néprajzi Múzeum elődje – volt a legalkalmasabb. Kodály a népdalok tervezett kiadásához kezdettől tanulmányozta a külföldi népdalkiadványokat, vizsgálta azok közlési módszerét, és Bartókkal együtt fokozatosan kialakították a kiadandó anyag zenei rendjét, amit kezdetben „szótárszerű rendnek” nevezett. Saját gyűjtésük mellett mások régebbi és újabb, a hitelesség szempontjából ellenőrzött gyűjtéseit is bevonták munkájukba. Az első világháború előtt a magyarországi, azaz magyar és más nemzetiségektől gyűjtött népzene kiadását is tervezték.  
A magyar népdalok teljeskörű kiadásának terve nem volt új, hiszen a Magyar Tudós Társaság már 1833-ban elhatározta a magyar népdalok összegyűjtését és kiadását. A felhívásaikra érkezett gyűjtéseket és a kiadás munkáját hamarosan a Kisfaludy-Társaságra bízták. Amikor Bartók és Kodály a megbízhatónak ítélt gyűjtést elegendőnek és kellően reprezentatívnak érezte a kiadás megkezdéséhez, 1913-ban szintén a Kisfaludy-Társasághoz nyújtotta be az „Egyetemes Népdalgyűjtemény” tervezetét, amelynek címe is a korábbi kísérletekre utalt. Kodály a népdalösszkiadást a modern népzenetudomány elvárásainak megfelelően vázolta fel, aminek lényege a számításaik szerint akkor 5–6000 dallam hiteles, pontosan adatolt és zenei szempontok szerint rendszerezett közlése. Bár a Társaság támogatta a tervezetet, megvalósítására – elsősorban az első világháború kitörése miatt – akkor nem kerülhetett sor. 
1916-ban viszont Sebestyén Gyula folklorista Bartók és Kodály közreműködését kérte a Magyar Népköltési Gyűjtemény című sorozat következő kötetének munkálataiban. Kodály vállalta a feladatot. A kiadás tárgya a Folklore Fellows mozgalom keretében működő nagyszalontai önkéntes gyűjtők anyaga lett volna, Kodályt a túlnyomórészt pusztán szöveges lejegyzésekhez tartozó dallamok felkutatására és kiadásra való előkészítésére kérték fel. Kodály a rendkívül problematikusnak bizonyuló anyag felmérése után saját gyűjtésbe kezdett, mintegy 450 dallamot jegyzett le és 77 fonográfhengerre készített felvételeket. Az eleve válogatott közlést azonban anyagi problémák miatt folyamatosan csonkítani kellett, ráadásul a végül csak 1924-ben megjelent kötetben Kodály zenei szempontú rendezése helyett szövegszempontú rendezést érvényesítettek. Mindezek révén e vállalkozás rávilágíthatott Kodály számára az amatőr gyűjtések lehetőségeinek korlátaira, a népdalgyűjtés módszertanával kapcsolatban felmerülő akut kérdésekre, továbbá a néprajztudomány és népzenetudomány szempontjainak eltéréseire, ezáltal az önálló népzenetudomány szükségességére. Kodály gyűjtése végül csak 2001-ben jelenhetett meg kritikai kiadásban.
Első gyűjtéseinek anyagából Kodály több válogatást közölt az Ethnographiában. A tízes évek második felének cikkeiben a dallam- és szövegközlés gyakran a korabeli néprajzi-irodalomtörténeti diskurzusokra reagálva a történeti összehasonlító vizsgálatok egy-egy kérdése köré szerveződik. Ez a tematika teljesedik ki az Árgirus nótája című tanulmányában (1920), amely Kodály több más írásához hasonlóan az adott témán túlmutató módszertani iránymutatás a kutatás számára: Kodály ezúttal a történeti források, jelen esetben a régi magyar költészet, és a népi hagyomány közös ismeretének és együttes kutatásának szükségességét hangsúlyozta.   
Alapvető fontosságú az Ötfokú hangsor a magyar népzenében című tanulmánya. Bartókkal már 1907-ben felismerték a félhang nélküli pentatónia jelentőségét a régi és újabb magyar népzenében, de csak tíz évvel később, egy nagyobb anyag birtokában mutatta be Kodály a hangsort, annak a magyar népzenében betöltött helyét és a később régi stílusként számon tartott népzenei réteg bizonyos jellegzetes vonásait.
A lejegyzés igényességére nézve is példamutató a már 1918-ban elkészült, de technikai okokból csak 1926-ban megjelent Kelemen Kőmies balladája. Az addigra ikonikussá vált erdélyi balladaszöveg egy változatának harmincöt versszaknyi részletes dallamlejegyzésével, azok összehasonlító közlésével nemcsak a változatok jelentőségére, hanem a szöveg és dallam elválaszthatatlan egységére világított rá, és a népballadát mint zenei műalkotást mutatta be.
A húszas években Kodály újra rendszeresen, bár egyre ritkábban végzett népzenegyűjtéseket. 1922-es gyűjtéseiben kiemelt szerepet kaptak a siratók. Kodály 1915-től fordult a korábban alig ismert szokástípus felé, és 1920 táján már önálló kötetben való kiadásukat tervezte, amihez 39 sirató lejegyzését rendezte el, és bevezető tanulmányt készített elő. A húszas évek közepére azonban elállt a sokáig készülő kötet megjelentetésétől, mert sem a gyűjtött anyagot, sem pedig az akkori nemzetközi szakirodalmat nem érezte elégségesnek. 
Az első világháború után elakadt népzenei összkiadást Kodály és Bartók az anyag kisebb részletekben, a széles közönségnek szóló formában való közlésének elindításával igyekezett pótolni. Ezt a célt szolgálta az erdélyi népzene régi rétegeiből válogatott 150 népdal magyar, angol és francia kiadása 1923-ban. A kötet mint a modern magyar népdalgyűjtés első nagyobb szabású kiadványa és mint az elvesztett Erdély kultúrájának dokumentuma keltett figyelmet.
Ebben az időszakban Kodály – részben népdalon alapuló műveihez, népdalkompozícióit bemutató szerzői estjeihez kapcsolódva – számos publicisztikában igyekezett a széles közönség érdeklődését felkelteni a népzene iránt. A magyar népzenét úgy mutatta be, mint művészi értékű produktumot, amelyben a teljes magyarság írott formában alig fellelhető régi művészetének emléke őrződött meg, és amely így a magyar kultúra alapja. Hasonló végkövetkeztetésre jutott később a Magyarság a zenében című tanulmányában (1939). Kodály a Szekfű Gyula kötetébe írt nagyszabású munkájában az egyszólamú műzene, a népzene, a többszólamúság és az előadóművészet szempontjából taglalta a zene magyarságának kérdéseit, áttekintette a zene helyzetét a társadalomban, és számba vette a tennivalókat. Fő célként a falusi és városi kultúra, illetve magyarság és európaiság szintézisét jelölte meg. 
Kodály a Zeneakadémia zeneszerzéstanáraként, majd a pesti egyetem bölcsészkarának oktatójaként a magyar zenetudomány útját is egyengette, és számos fiatalt vont be a népzenegyűjtésbe és -kutatásba. 1927-ben Magyar Zenei Dolgozatok címmel zenetudományi kiadványsorozatot indított, és 1935-ig tizenegy füzetben adta közre elsősorban a fiatal tudósok zenetörténeti tanulmányait. Néprajz és zenetörténet című előadásában és tanulmányában a bontakozó modern magyar zenetudomány számára is hangsúlyozta népzene és műzene történetének elválaszthatatlanságát, és hogy a megfelelő írott források híján a magyar zene története nem ismerhető meg a néphagyomány vizsgálata nélkül. 
A húszas évek végén újból reálissá vált a népdal-összkiadás lehetősége. Miután 1928-ban Vigyázó Ferenc az apja végakaratát teljesítve teljes vagyonát a Magyar Tudományos Akadémiára hagyta, az intézménynek lehetősége nyílt tudományos kutatások támogatására. Kodály 1930-tól tagja volt az Akadémia újonnan létrehozott Néptudományi Bizottságának, illetve Népzenei Albizottságának, és őt kérték fel egy népzenei munkaprogram kidolgozására. Javaslata alapján a magyar népzenei gyűjtések kiadását tűzték ki célul, forrást biztosítottak fiatal gyűjtők terepmunkáira, a kiadvány szerkesztésével pedig Kodályt és Bartókot bízták meg. Míg Bartók 1934 őszétől teljes munkaidőben dolgozott a népdalanyag kiadásra való rendezésén, Kodály más feladatai mellett foglalkozott az anyaggal. Ebben az időszakban számos történeti forrás dallamát sorolta be a másoló tanítványok segítségével a népdalok közé, hogy feltárja azokat a hatásokat, amelyek a néphagyományt az évszázadok során formálták. 
1931-ben rövid történeti áttekintést írt a népzenéről a Szabolcsi Bence–Tóth Aladár szerkesztette Zenei Lexikon számára, majd 1934-ben lezárta A magyarság néprajza című sorozatba szánt Zene című könyvfejezetet, amely a magyar népzenekutatás akkori eredményeinek legjelentősebb összefoglalása. A tanulmány hamarosan önálló kötetként is megjelent A magyar népzene címmel, amely magyar, német és angol változatban is számos kiadást megért. Kodály a rendelkezésre álló részeredményekből a rá jellemző óvatossággal fogalmazva, a tanulmány terjedelméhez mérten a teljesség igényével adott képet a magyar népzenei hagyományról. Ebben jelentős szerepet kapott a népzene történeti rétegződése, valamint a népéletben betöltött szerepe. Kodály külön fejezetben tárgyalta a zenei néphagyomány sajátosságait, a népzene ősrétegét, az új népi dallamstílust, a gyermekdalt és regöséneket, valamint a siratót. Behatóan foglalkozott a népi kölcsönhatásokkal, a műzene nyomaival a népzenében, a hangszeres muzsikával és a néphagyomány és zenekultúra kapcsolatával. A magyar népzene keleti kapcsolatainak feltárására irányuló összehasonlító munkájának részletesebb eredményeit Sajátságos dallamszerkezet a cseremisz népzenében című dolgozatában tette közzé (1934). 
Miután 1940-ben Bartók Amerikába távozott, Kodály vette át a magyar népdalkiadvány szerkesztését. Saját népzenei kéziratgyűjteményét átadta az Akadémiának, és a rendezés munkáját ebben végezte munkatársaival. Folytatta a történeti források feltárását is. Magyar zenei folklore 110 év előtt című tanulmányában (1943) kiadatlan írások közlésén keresztül mutatta be a reformkor népzenekutatásának alakjait és a kor népzenei diskurzusait. Egy árverésen értékes forrásra is bukkant, megtalálta Mindszenty Dániel 88 dallamból álló népdalgyűjteményét, amelyet a szerző 1832-ben állított össze a Magyar Tudós Társaság számára.
Kodályt 1943-ban – miután két évvel korábban sikertelenül jelölték – a Magyar Tudományos Akadémia levelező tagjává, 1945-ben rendes taggá választották. 1946-ban az Akadémia elnöke és tiszteleti tag lett. Több mint három éven át, az Akadémia egy válságos korszakában töltötte be az elnöki tisztséget, amikor nemcsak a háborúban kárt szenvedett, utána vagyonától megfosztott intézmény anyagi problémáival, illetve a régi akadémiai osztályok és a több teret követelő természettudósok vitáival, hanem a szovjetizálódó államhatalomnak az Akadémia szovjet mintára történő teljes átalakítására irányuló lépéseivel kellett megküzdenie.
Leköszönését követően célként tűzte ki, hogy biztosítsa a zenetudomány diszciplináris függetlenségét. 1951-ben Kodály és Szabolcsi Bence létrehozta az MTA Zenetudományi Bizottságát, amely hosszú ideig a zenetörténeti kutatás fő irányító szerve volt. Ugyanebben az évben a Zeneakadémián a Bartha Dénes, majd Szabolcsi Bence vezette zenetudományi képzés mellett a népzenekutatók képzése is megkezdődött Kodály irányításával. A Zenetudományi Bizottság első elnökeként Kodály a magyar zenetörténeti kutatások legfontosabb kiadványainak sajtó alá rendezését szorgalmazta. Aktívan részt vett a megélénkülő zenetudományi közélet szervezésében, elsősorban a Bartók-, Haydn-, Erkel- és Liszt-évfordulókhoz kapcsolódó nemzetközi konferenciák és emlékülések megvalósításában. 1961-től elvállalta az ekkor indított idegen nyelvű folyóirat, a Studia Musicologica szerkesztését is. Ahogyan korábban is jellemző volt rá, tudományos írásaiban ekkor is a kutatás aktuális kérdésére reflektálva adott iránymutatást. Az 1950-es évek elején magyar zenetörténeti források közlésében – az ideológiai kérdésekkel szemben – a népzenei és zenetörténeti források hiteles és időtálló kiadásának fontosságát hangsúlyozta. Jelentős munkája Arany János népdalgyűjteményének Gyulai Ágosttal közös fakszimile közreadása 1952-ben. A dallamokhoz írt, aprólékos filológiai munkával összeállított jegyzetekben Kodály nemcsak a dallamok eredetére, kapcsolataira világított rá, hanem a magyar zenetörténet egy addig meglehetősen feltáratlan korszakát is jellemezte.
A népdalkiadvány munkálatai, amelyek a háború után 1946-tól folytatódhattak, 1949-ben váltak újra intenzívvé. A Kodály irányítása alatt működő kis műhely a már Bartók mellett dolgozó Kerényi György szerkesztésében 1951-ben jelentette meg a Magyar Népzene Tára első kötetét, a Gyermekjátékokat. Előszavában Kodály a magyar népzenegyűjtés és a kiadásra irányuló törekvések százhúsz éves történetének összefoglalását is megírta. A szerkesztőség 1953-ban a Magyar Tudományos Akadémia Népzenekutató Csoportjaként biztos státuszt nyert. Kodály vezetésével készültek és az ő előszavával jelentek meg A Magyar Népzene Tára Jeles napok (1953), Lakodalom (I. rész 1955, 2. rész 1956), Párosítók (1959) és Siratók (1966) című kötetei, emellett a kutatók megkezdték az alkalomhoz nem kötött régi stílusú dallamok rendszerezését és kiadásra való előkészítését. Az egyre bővülő csoport feladatai közé már nem csupán a népdalösszkiadás szerkesztése, hanem a gyűjtés és annak központi szervezése, eredményeinek kezelése, továbbá a tudományos kutatás minden területe tartozott. Kodály a tudományos ismeretterjesztést is feladatuknak tekintette. Az új magnetofonnak köszönhetően jól szervezett gyűjtőmunka indult, ami az akadémiai gyűjteményt nemcsak a legjelentősebb magyar népzenei- és néptáncgyűjteménnyé tette, hanem új távlatokat nyitott a népzenekiadás és népzenekutatás munkájában.  
Az 1947-ben alakult Nemzetközi Népzenei Tanács (International Folk Music Council) magyar bizottságának vezetőjeként Kodály a nemzetközi népzenekutatás kutatási programjait és eredményeit is nyomon követte. 1961-ben a szervezet elnökévé választotta, e posztot Kodály haláláig betöltötte. Elnöksége alatt összesen öt nemzetközi konferenciát rendeztek, közülük a Népzenekutató Csoport szempontjából kiemelkedő jelentőségű volt az 1964-es budapesti konferencia. Fő témái a népzene és zenetörténet kapcsolata, illetve a népzenei rendezés voltak. Kodály egy nemzetközi típusgyűjtemény összeállítását is szorgalmazta, melytől a népzene lényegét megvilágító felfedezéseket remélt. A Népzenekutató Csoport által erre a célra létrehozott Európai Népdalkatalógus munkálataiba úttörő kezdeményezésként informatikai eszközöket is bevontak. 
Kodály tudományos munkássága elsősorban a népzenetudomány köré szerveződött. Szorosan összetartoztak ezzel a magyar zenetörténet más területein végzett kutatásai. Viszonylag kis számú tudományos írása mellett meghatározó jelentőségű volt tudományszervező munkája. A népzenével való foglalkozáshoz is kapcsolódott irodalomtörténeti, nyelvészeti és nyelvművelő tevékenysége, amelynek megnyilvánulásai élete során számos más célú írásában, előadásában bukkantak fel. Az MTA Nyelvművelő Bizottságának tagja, majd 1951-től elnöke volt. Tudományos publikációi és népszerűsítő írásai mellett számos nyilatkozatot, beszédet, tudósítást készített, valamint egy időszakban, az első világháborút követően zenekritikákat is írt. Írásaiban, amelyeket Bónis Ferenc adott közre három kötetben, többek között kortárs és korábbi zeneszerzőkkel, művészekkel, valamint a budapesti zenei élettel kapcsolatos gondolatait osztotta meg. Kiemelkednek közülük Bartókról szóló elemzései és más írásai, amelyek jelentős mértékben formálták a Bartók-életművel és annak megítélésével kapcsolatos nézőpontunkat. 

## Zenepedagógiai munkássága
Legyen a zene mindenkié!
– Kodály Zoltán
Kodály Zoltán zenei nevelési koncepciója ma a magyar zenei köznevelés alapját jelenti, jelentős szerepe van a szakoktatásban is. Ezek az alapelvek fokozatosan alakultak ki, fogalmazódtak meg és mentek át a gyakorlatba, azután, hogy a zeneszerző figyelme 1925 táján a zenepedagógia felé fordult. 
Elgondolása szerint a jó zenész kellékei négy pontban foglalhatók össze: 1. kiművelt hallás, 2. kiművelt értelem, 3. kiművelt szív, 4. kiművelt kéz. Mind a négynek párhuzamosan kell fejlődnie, állandó egyensúlyban. Mihelyt egyik elmarad vagy előreszalad, baj van. … Az első két pontra a szolfézs és a vele kapcsolt, összefonódott összhangzattan és formatan tanít. Szükséges kiegészítés: mennél sokoldalúbb gyakorlati zenei tevékenység: kamarazene, karéneklés nélkül senkiből sem lesz jó zenész.

## Emlékezete

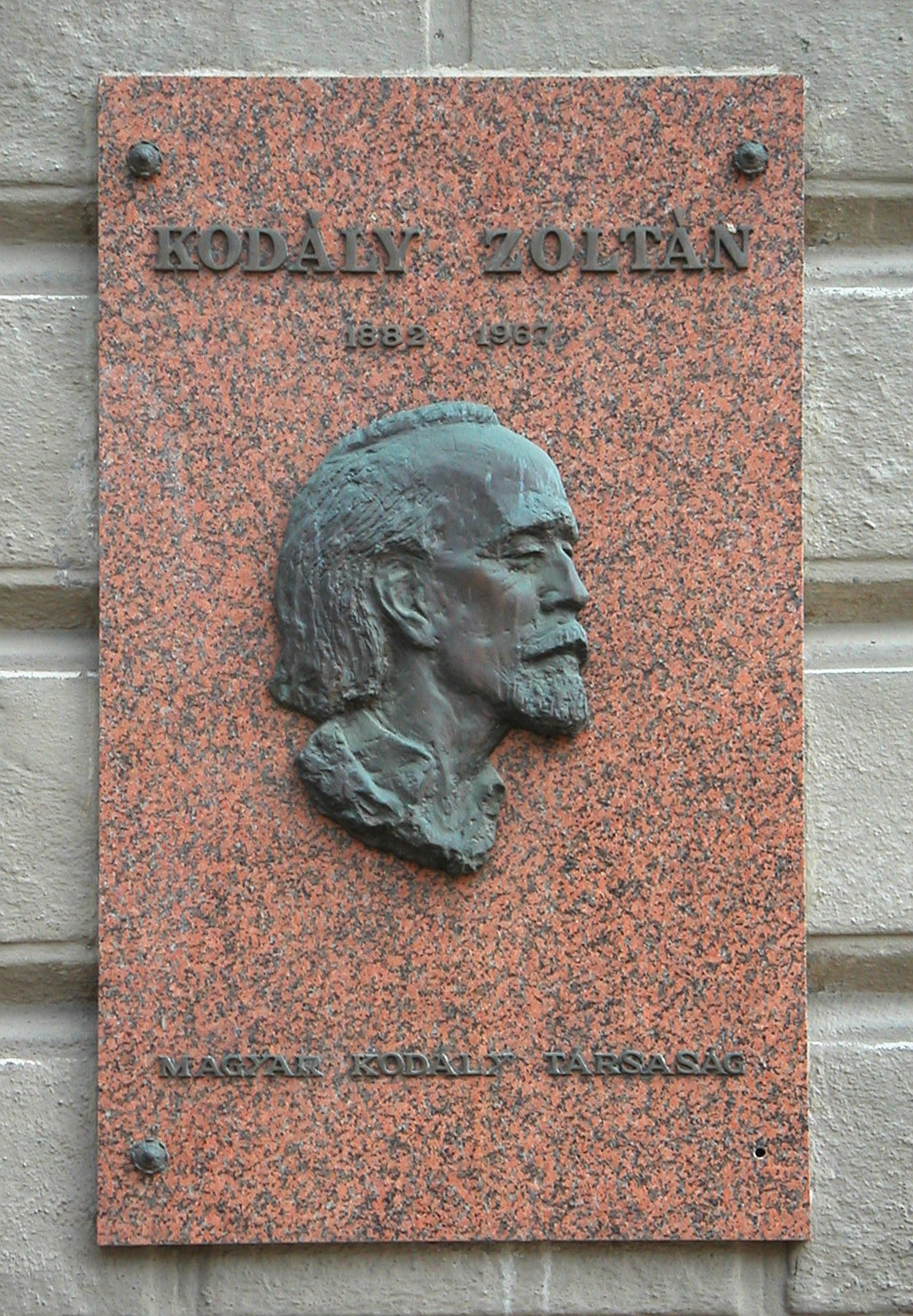
Emléktáblája Budapesten, az Andrássy úton
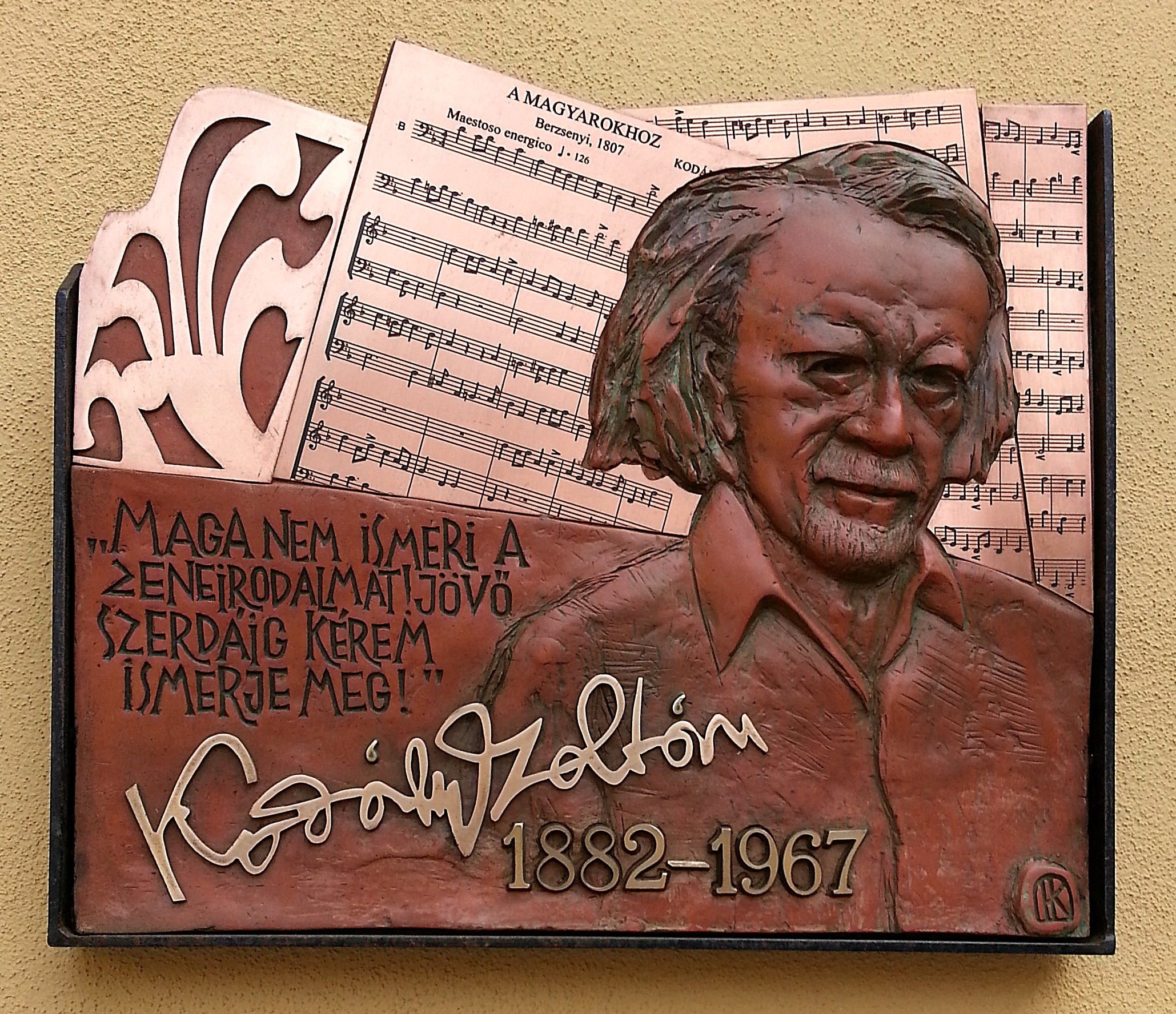
Emléktáblája: a Szent Lukács Gyógyfürdőben Krajcsovics Károly alkotása
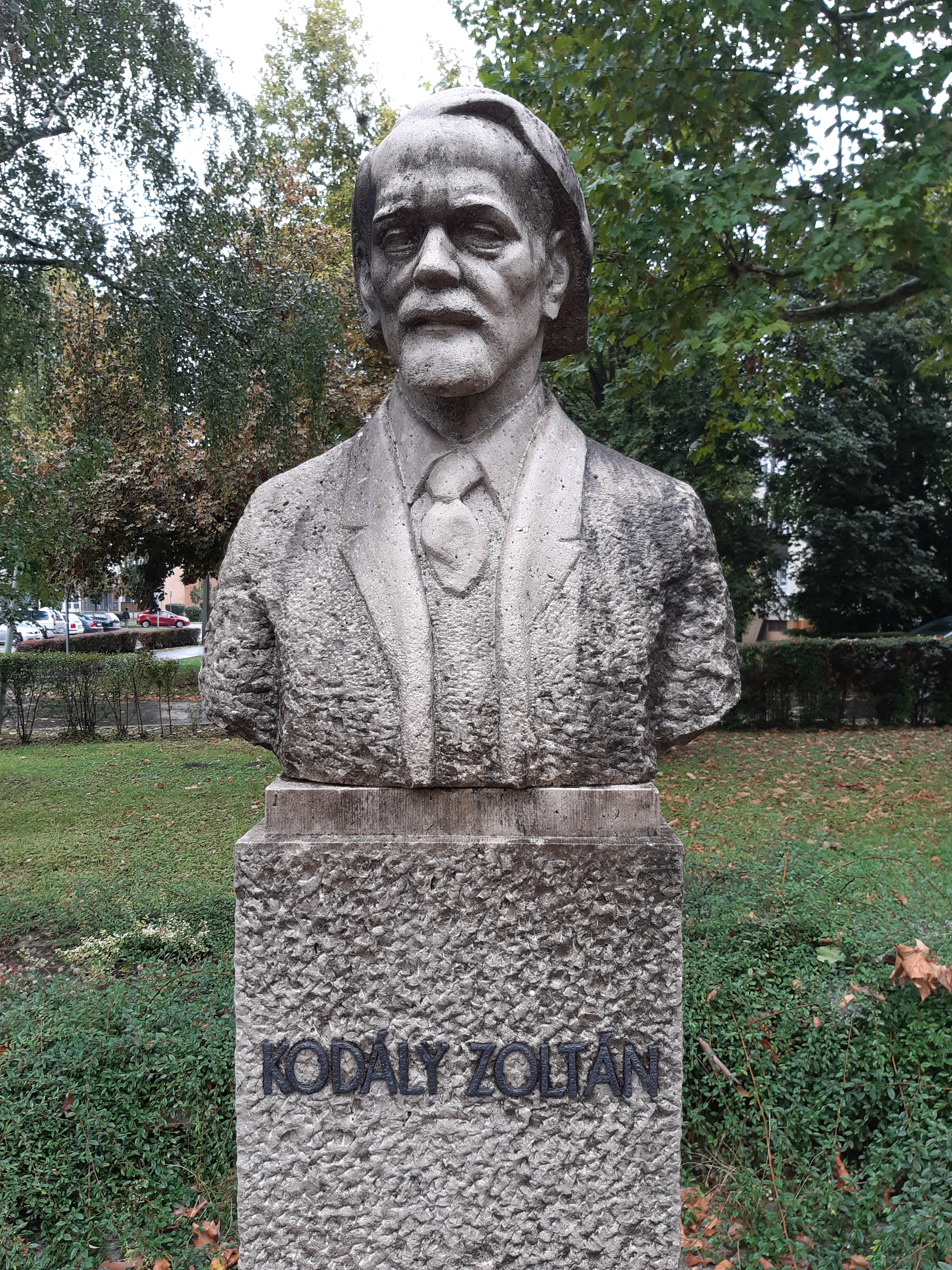
Mellszobra Dombóváron
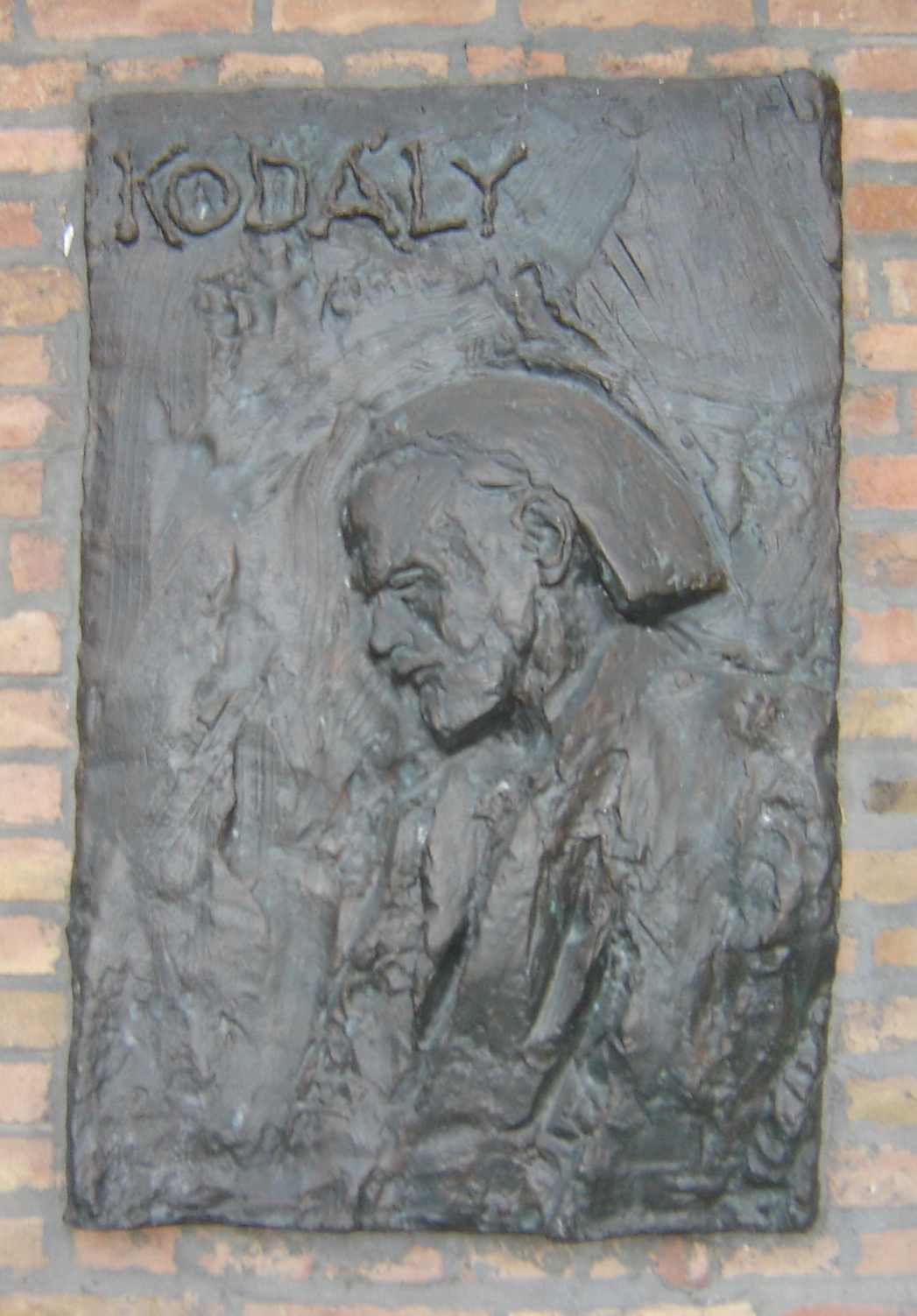
Domborműve Szegeden
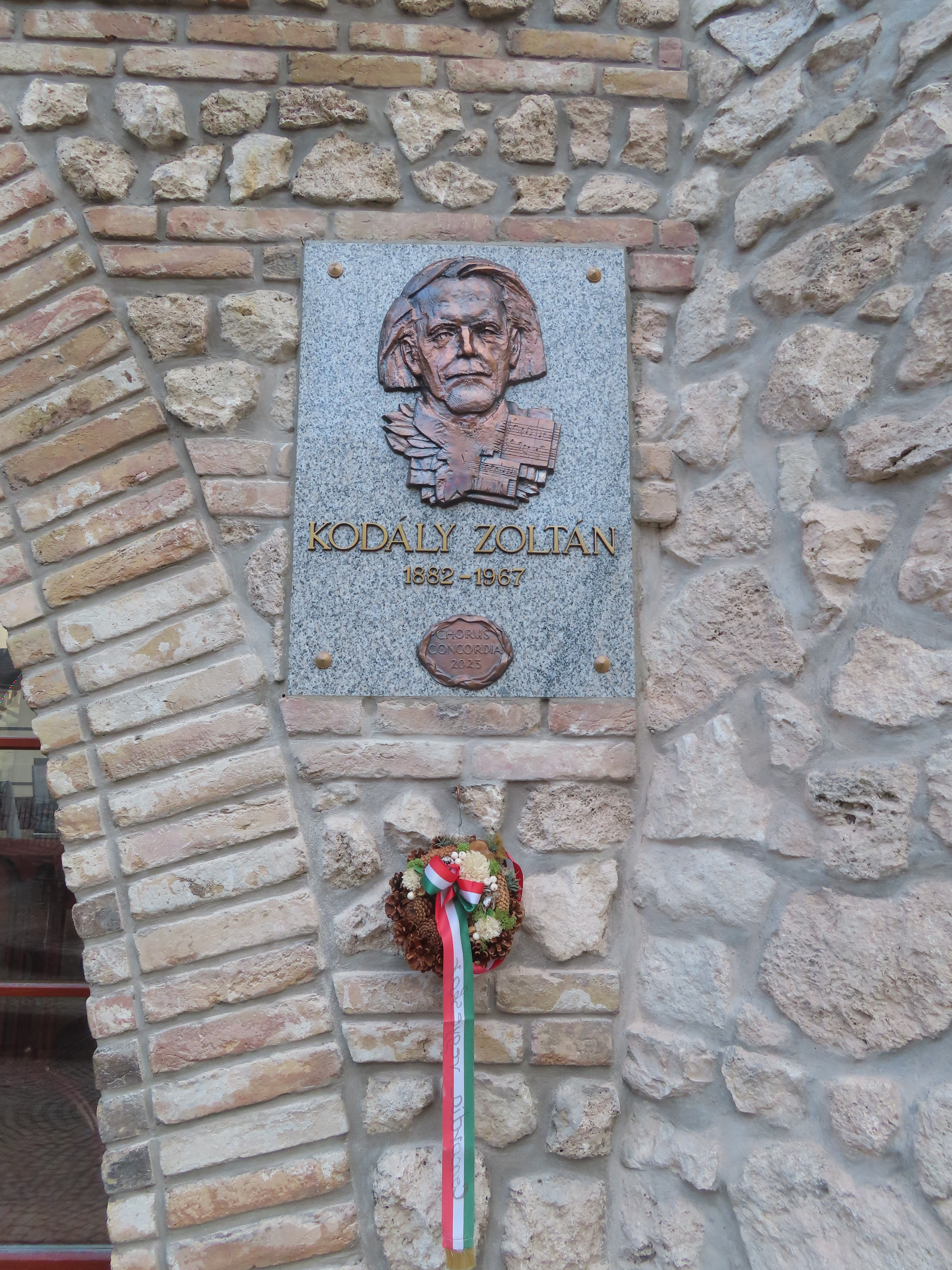
Komárom, 2023

- Budapesten a korábbi Körönd viseli a nevét (Kodály körönd).
- Nevét számos oktatási intézmény viseli szerte a Kárpát-medencében.
- Galántán 1982 óta áll emlékműve a neogótikus kastély parkjában, a vasútállomáson pedig emléktábla. A magyar gimnázium 2000-ben vette fel a nevét.
- 2012. december 16-án a Google keresője a magyarországi felhasználók számára egy úgynevezett Google doodle-lel emlékezett meg Kodály 130. születési évfordulójáról.[27]
- 2016-ban a Kodály-módszert az UNESCO a szellemi kulturális örökség részévé nyilvánította.[28]
- 2017-ben emléktáblát avattak Nagyszombatban[29] és Gímesen.[30]
- 2017 óta születésnapja, december 16. A magyar kórusok napja.
- 2023-ban emléktáblát avattak Komáromban[31]
- Zeneakadémia – Kodály Intézet (Kodály Zoltán Zenepedagógiai Intézet, Kecskemét)[32]
- Kodály Zoltán Emlékmúzeum és Archívum (Budapest)
- Kodály Központ (Pécs)

## Főbb művei

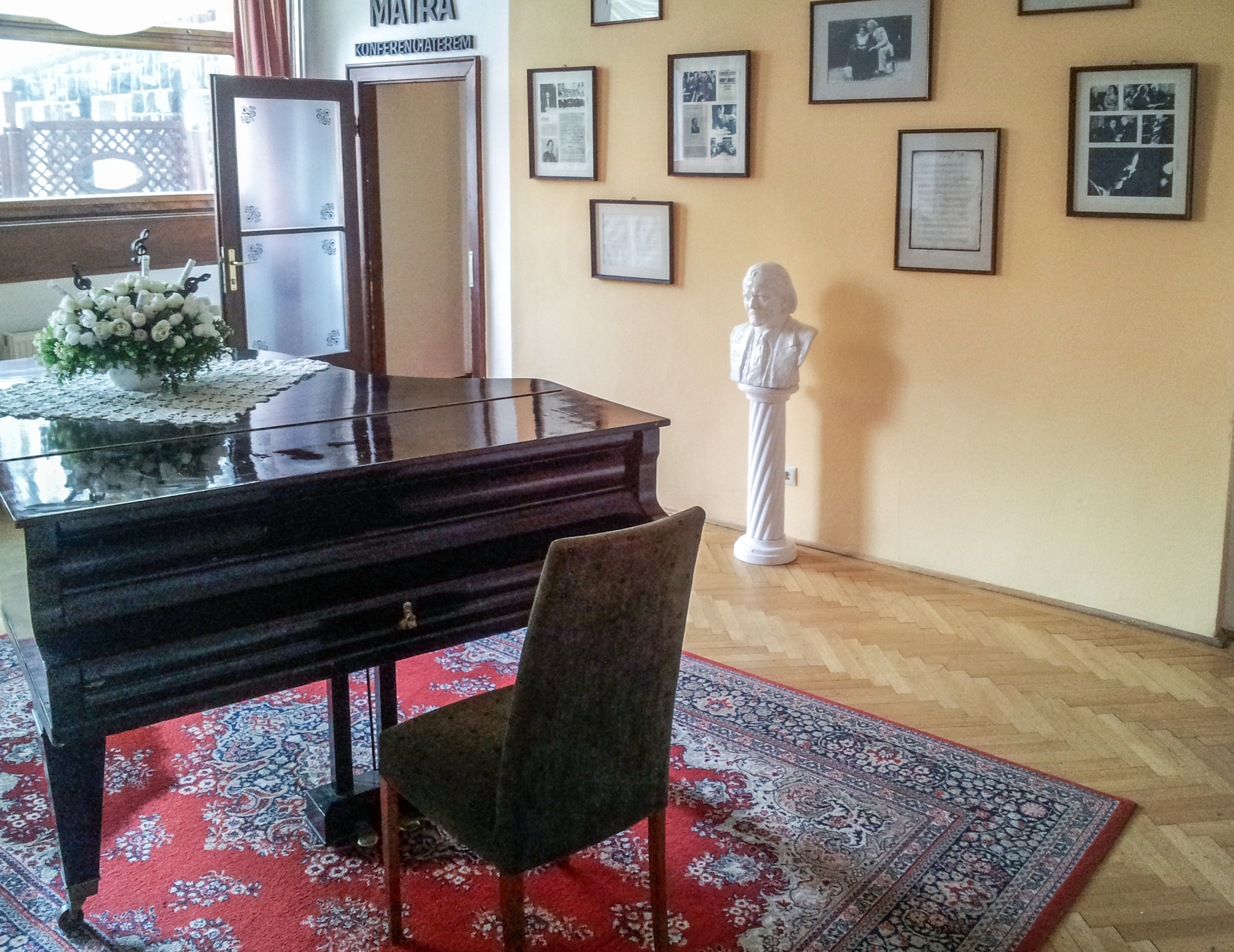
Kodály-emlékszoba a Galyatetői Nagyszállóban

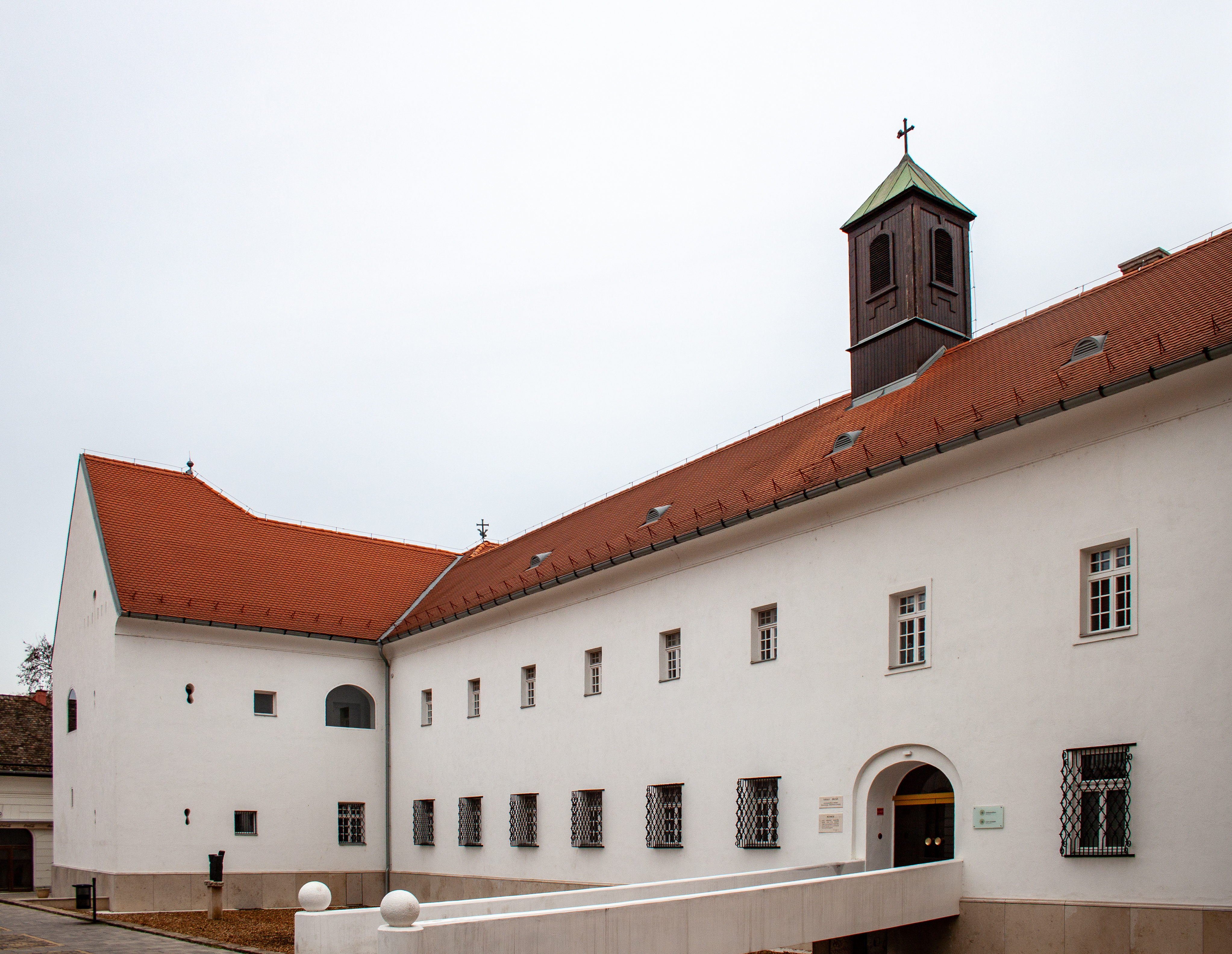
A kecskeméti Kodály Zoltán Zenepedagógiai Intézet

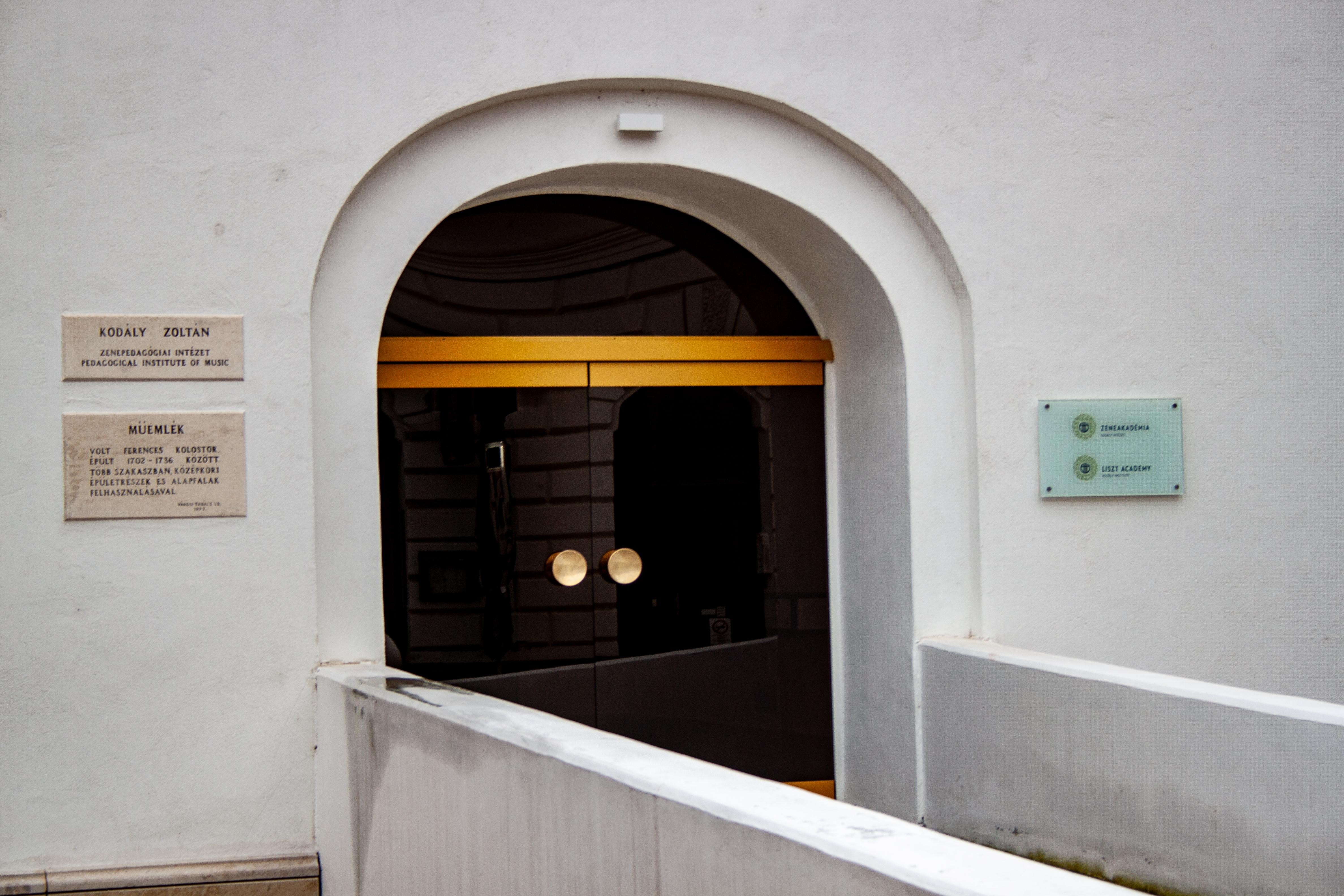
Az intézet bejárata

### Színpadi művek
- Háry János, op. 15 (1926)
- Székely fonó (1924–1932)
- Czinka Panna balladája (1948)

### Zenekari művek
- Nyári este (1906), átdolgozás (1929)
- Háry János szvit (1927)
- Fölszállott a páva (variációk egy magyar népdalra) (1939)
- Marosszéki táncok (1932) (zongorára is)
- Galántai táncok (1933)
- Concerto (1939–1940)
- Szimfónia (1930-as évek–1961)

### Kórusművek (a cappella)
Kb. 147 mű:
- 24 a cappella férfikari mű (Karádi nóták, Huszt, Felszállott a páva, Esti dal, Rab hazának fia stb.)
- 45 vegyeskari mű (Mátrai képek, Öregek, Jézus és a kufárok, Liszt Ferenchez, Norvég leányok, Békesség-óhajtás, Zrínyi szózata, Miserere stb. kánonok: A magyarokhoz);
- 78 gyermekkari és nőikari mű (gyermekkarok: Villő, Túrót eszik a cigány, Gergelyjárás, Juhásznóta, Pünkösdölő stb., nőikarok: Két zoborvidéki népdal, Hegyi éjszakák, 4 olasz madrigál stb.)

### Pedagógiai művek
333 olvasógyakorlat, Bicinia Hungarica I–IV, Tricinia, 77/66/55/44/33/22/15 kétszólamú énekgyakorlatok, Énekeljünk tisztán!, Kis emberek dalai (saját kompozíciójú gyermekdalok óvodai tanításra), Ötfokú zene I–IV. V–X. stb.

### Hangszerkíséretes kórusművek
- Psalmus Hungaricus, op. 13 (1923. november 19.)
- 5 Tantum ergo (1928)
- Pange lingua (1929)
- Budavári Te Deum (1936. szeptember 2.)
- Vértanúk sírján (1945)
- Kállai kettős (1951)
- 114. genfi zsoltár (1958)
- Laudes organi (1966)

### Kamarazenei művek
- Romance lyrique (1898)
- Intermezzo (1905)
- Adagio (1905)
- I. vonósnégyes, op. 2 (1908–1909)
- Szonáta, op. 4 (1909–1910)
- Duó, op. 7 (1914)
- II. vonósnégyes, op. 10 (1916–1918)
- Szerenád, op. 12 (1919–1920)
- Epigrammák

### Szólóhangszerre írott művek
- Romance Lyrique (1898)
- Szonáta, op. 8 (1915)
- Prelúdium (orgonára) (1931) (a Pange lingua c. ciklushoz)
- Organoedia ad missam lectam – Csendes mise (1942)

### Misék
- Csendes mise (1942)
- Missa brevis (orgonaváltozat–1942; zenekari változat–1948)
- Magyar mise (1966)

### Dalok
- Négy dal (1907–1917)
- Énekszó, op. 1 (1907–1909)
- Két ének, op. 5 (1913–1916) (zongorára is)
- Megkésett melódiák, op. 6 (1912–1916)
- Öt dal, op. 9 (1915–1918)
- Három ének, op. 14 (1918–1923)
- Himfy-dal (1925)
- Epithaphium Ioannis Hunyadi (1965)
- Epigrammák
- Magyar népdalok I–XI. ének-zongorára. Összkiadásuk 2009-ig nem jelent meg.
- Úttörő induló

Kodály zeneművei között hangsúlyos szerepet töltenek be a kórusművek és a pedagógiai művek. (Lásd még: Ah, hol vagy magyarok tündöklő csillaga).

### Írásai
- A magyar népdal strófa-szerkezete; s. n., Bp., 1906
- Zoborvidéki népszokások (Ethnographia, 1909) első közlemény,második közleményharmadik közlemény
- Ötfokú hangsor a magyar népzenében (Zenei Szemle, 1917)
- Béla Bartók (La Revue Musicale, 1921)
- Népdalok; közzéteszi Bartók Béla, Kodály Zoltán; Rózsavölgyi, Bp., 1923 (Erdélyi magyarság) (angolul, franciául is)
- Nagyszalontai gyűjtés; Kodály Zoltán közreműködésével szerk. Szendrey Zsigmond; Kisfaludy-Társaság, Bp., 1924 (Magyar népköltési gyűjtemény. Új folyam)
- Paulini Béla–Harsányi Zsolt: Háry János kalandozásai Nagyabonytúl a Burgváráig; Kodály Zoltán kottáival és eredeti nép dalokkal, rajz Paulini Béla; szerzői, Bp., 1926
- Gyermekkarok (Zenei Szemle, 1929, 2. sz.)
- Sajátságos dallamszerkezet a cseremisz népzenében (Pécs, 1935)
- A magyar népzene (Budapest, 1937; Vargyas Lajos példatárával: 1952)
- A magyar kiejtés romlásáról; Budapesti Eötvös József Collegium Volt Tagjainak Szövetsége, Bp., 1938
- Magyarság a zenében; Athenaeum, Bp., 1942
- Kodály Zoltán–Bartha Dénes: Die ungarische Musik; Danubia, Budapest–Leipzig, 1943 (Probleme des Donauraumes)
- Iskolai énekgyűjtemény, 1–2.; Közoktatási Tanács, Budapest, 1943–1944 (Nemzetnevelők könyvtára V. A népiskola könyvei)
- Kodály Zoltán–Ádám Jenő: Szó-mi. Énekeskönyv általános iskolák 1–8. oszt. számára, 1–8. füz.; Magyar Kórus, Bp., 1947
- A magyar népzene tára / Corpus musicae popularis Hungaricae; szerk. Bartók Béla, Kodály Zoltán; Akadémiai, Bp., 1951–
- A folklorista Bartók (Új Zenei Szemle, 1950. 4. sz.)
- Arany János népdalgyűjteménye (Gyulai Ágosttal együtt, Budapest, 1953)
- A zene mindenkié (Szőllősy András szerkesztésében, Budapest, 1954)
- Ki a jó zenész?; Zeneműkiadó, Bp., 1954
- Zene az óvodában; Zeneműkiadó, Bp., 1958
- Visszatekintés. Összegyűjtött írások, beszédek, nyilatkozatok, 1–2.; sajtó alá rend., bibliogr., jegyz. Bónis Ferenc; Zeneműkiadó, Bp., 1964
- Utam a zenéhez. Öt beszélgetés Lutz Beschsel; ford. Keresztury Mária, bev. Ernest Ansermet, Benjamin Britten, Yehudi Menuhin, utószó Szabolcsi Bence; Zeneműkiadó, Bp., 1969
- Néphagyomány és zenekultúra; vál., bev., jegyz. Katona Ádám; Kriterion, Bukarest, 1974 (Téka)
- The selected writings of Kodály Zoltán; szerk. Bónis Ferenc, angolra ford. Halápy Lili, Fred Macnicol; Corvina, Bp., 1974
- Kodály Zoltán, 1882–1967. Művek; vál. Zoltai Dénes; Kossuth, Bp., 1982
- Magyarság a zenében; előszó, jegyz. Szigethy Gábor; Magvető, Bp., 1984 (Gondolkodó magyarok)
- Voyage en Hongrie. Kodály Zoltán jegyzetfüzete, 1906–1910; szerk., képvál., utószó Sz. Farkas Márta; Múzsák, Bp., 1984
- Közélet, vallomások, zeneélet; vál., szerk., sajtó alá rend. Vargyas Lajos; Szépirodalmi, Bp., 1989 (Kodály Zoltán hátrahagyott írásai)
- Magyar zene, magyar nyelv, magyar vers; vál., szerk., sajtó alá rend. Vargyas Lajos, Szépirodalmi, Bp., 1993 (Kodály Zoltán hátrahagyott írásai)
- Kodály Zoltán nagyszalontai gyűjtése; sajtó alá rend., szerk. Szalay Olga, Rudasné Bajcsay Márta; Balassi–Magyar Néprajzi Társaság, 2001 (Magyar népköltési gyűjtemény) + CD-ROM
- Letters in English, French, German, Italian, Latin; szerk. Legány Dezső, Legány Dénes; Argumentum–Kodály Archívum, Bp., 2002 (A Kodály Archívum kiadványai)
- Legyen a zene mindenkié. 120 idézet írásaiból és beszédeiből / Music should belong to everyone. 120 quotations from his writings and speeches; vál. Herboly Kocsár Ildikó, angolra ford. Vandulek Márta; Nemzetközi Kodály Társaság, Bp., 2002
- Visszatekintés. Összegyűjtött írások, beszédek, nyilatkozatok, 1–3.; sajtó alá rend., bibliográfia, jegyz., Bónis Ferenc; Argumentum, Bp., 2007
- Száz magyar katonadal. Bartók Béla és Kodály Zoltán kiadatlan gyűjteménye, 1918. Dokumentumok és történeti háttér; sajtó alá rend., szerk. Szalay Olga; Balassi–MTA Zenetudományi Intézet, Bp., 2010
- Kodály Zoltán: „Árgirus nótája”. Ethnographia, XXXI (1920), 25–36.
- Kodály Zoltán: „Kelemen Kőmies balladája”. Zenei Szemle, XI/2 (1926. november 15-december 1.), 37–38.
- Kodály Zoltán: „Néprajz és zenetörténet”. Ethnographia, XLIV (1933), 4–15.
- Kodály Zoltán: „Magyar zenei folklore 110 év előtt”. Magyarságtudomány, II/3–4 (1943. szeptember–december), 374–379.
- Kodály Zoltán: „Előszó”. In: Kerényi György (sajtó alá r.): A Magyar Népzene Tára I. Gyermekjátékok. Szerkesztette Bartók Béla és Kodály Zoltán. Budapest: Zeneműkiadó, 1951, VII–XVIII.

### Levelezése
- Kodály Zoltán levelei; szerk. Legány Dezső; Zeneműkiadó, Bp., 1982
- Kodály Zoltán és az Universal Edition levélváltása, 1938–1966; sajtó alá rend., ford. Bónis Ferenc; Kodály Archívum–Argumentum, Bp., 2013
- Kodály Zoltán és az Universal Edition levélváltása, 1918–1929; sajtó alá rend., ford. Bónis Ferenc; Balassi–Kodály Zoltán Emlékmúzeum és Archívum, Bp., 2017
- Kodály Zoltán és az Universal Edition levélváltása, 1930–1937; sajtó alá rend., ford. Bónis Ferenc; Balassi–Kodály Zoltán Emlékmúzeum és Archívum, Bp., 2018

## Származása
| Kodály Zoltán (Kecskemét, 1882. dec. 16. –Budapest, 1967. márc. 6.) zeneszerző, népzenekutató | Apja: Kodály Frigyes (Pest, 1853 – 1926)                                 | Apai nagyapja: Kodály Ferdinánd (Brünn, 1798 körül – Győr, 1873) Magyaro.-ra kb. 1849  | Apai nagyapai dédapja: Kodal, Mathias (Flandria kb. 1750 – Brünn)                                                                                     |
| Kodály Zoltán (Kecskemét, 1882. dec. 16. –Budapest, 1967. márc. 6.) zeneszerző, népzenekutató | Apja: Kodály Frigyes (Pest, 1853 – 1926)                                 | Apai nagyapja: Kodály Ferdinánd (Brünn, 1798 körül – Győr, 1873) Magyaro.-ra kb. 1849  | Apai nagyapai dédanyja: Clara Ruzin ered. Rougene (Flandria kb. 1750 – Brünn)                                                                         |
| Kodály Zoltán (Kecskemét, 1882. dec. 16. –Budapest, 1967. márc. 6.) zeneszerző, népzenekutató | Apja: Kodály Frigyes (Pest, 1853 – 1926)                                 | Apai nagyanyja: Hell Magdolna (Chenov, Csehország, 1819 – Szombathely, 1901. febr. 2.) | Apai nagyanyai dédapja: Hell Márton szabómester |
| Kodály Zoltán (Kecskemét, 1882. dec. 16. –Budapest, 1967. márc. 6.) zeneszerző, népzenekutató | Apja: Kodály Frigyes (Pest, 1853 – 1926)                                 | Apai nagyanyja: Hell Magdolna (Chenov, Csehország, 1819 – Szombathely, 1901. febr. 2.) | Apai nagyanyai dédanyja: Svoboda Ludmilla |
| Kodály Zoltán (Kecskemét, 1882. dec. 16. –Budapest, 1967. márc. 6.) zeneszerző, népzenekutató | Anyja: Jalovetszky Paulina (Fehértemplom, 1857 –Budapest, 1935. máj. 5.) | Anyai nagyapja: Jalovetszky Ferenc (Baja – Baja)                                       | Anyai nagyapai dédapja: ifj. Jalovetszky Mihály (Baja-Baja) (Szülei: Michal Jalowiecki=id Mihály (nemes lengyel menekült)/ és Berger Magdolna, Bajai) |
| Kodály Zoltán (Kecskemét, 1882. dec. 16. –Budapest, 1967. márc. 6.) zeneszerző, népzenekutató | Anyja: Jalovetszky Paulina (Fehértemplom, 1857 –Budapest, 1935. máj. 5.) | Anyai nagyapja: Jalovetszky Ferenc (Baja – Baja)                                       | Anyai nagyapai dédanyja: Streimer Anna (Baja – Baja?)                                                                                                 |
| Kodály Zoltán (Kecskemét, 1882. dec. 16. –Budapest, 1967. márc. 6.) zeneszerző, népzenekutató | Anyja: Jalovetszky Paulina (Fehértemplom, 1857 –Budapest, 1935. máj. 5.) | Anyai nagyanyja: Paulina Arendt (Raguhn, Dessau – Magyarország)                        | Anyai nagyanyai dédapja: Gottlieb Arendt serfőző, kőművesmester                                                                                       |
| Kodály Zoltán (Kecskemét, 1882. dec. 16. –Budapest, 1967. márc. 6.) zeneszerző, népzenekutató | Anyja: Jalovetszky Paulina (Fehértemplom, 1857 –Budapest, 1935. máj. 5.) | Anyai nagyanyja: Paulina Arendt (Raguhn, Dessau – Magyarország)                        | Anyai nagyanyai dédanyja: Johanna Paschasius |

## Kép és hang
- Portréfilm – 1965
- Kodály Zoltán: Székely Keserves (Szekler Lament) / Op.11, Nr.2 (audio + sheet music) [Thurzó Zoltán]
- Kodály Zoltán: Rubato – from „Seven Piano Pieces” Op.11, Nr.7 (audio + sheet music) [Thurzó Zoltán]
- Kodály Zoltán: Lento – from “Nine Pieces for Piano” Op. 3 (audio + sheet music) [Thurzó Zoltán]
- Kodály Zoltán: Székely Nóta (Szekler Song) from „Seven Piano Pieces” Op.11, No.6 (audio + sheet music) [Thurzó Zoltán]